# Maria Ernestine Esterházy Starhemberg

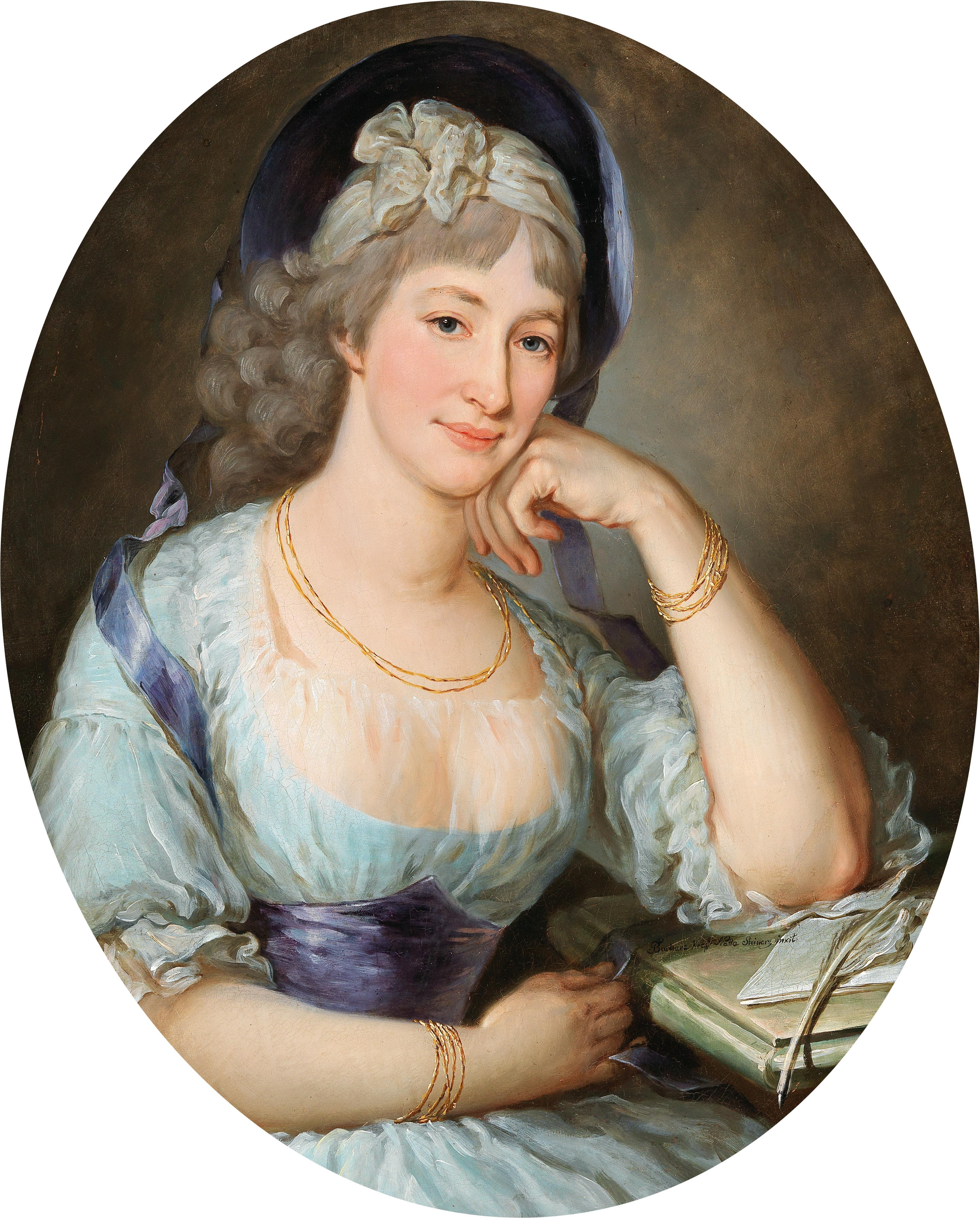
Bildnis der Marie Ernestine Gräfin Esterhazy-Starhemberg von Barbara Krafft

Maria Ernestine Esterházy Starhemberg (* 7. Juni 1754; † 26. Dezember 1813 in Graz) war eine  Angehörige des österreichisch-ungarischen Hochadels, die 1774 den Wiener Gesellschaftsskandal Esterházy-Starhemberg auslöste.

## Leben
Maria Ernestine Esterházy Starhemberg wurde 1754 als Tochter des Grafen Gundacker von Starhemberg und seiner Frau, der Gräfin Maria Aloysia Rosa Breunner von Asparn geboren. Durch Dekret der Kaiserin Maria Theresia wurde Maria Ernestine im Alter von 16 Jahren am 21. November 1770 mit dem  Grafen Ferenc Esterházy de Galántha (1746–1811), einem Günstling der Kaiserin, verheiratet. Aufgrund charakterlicher Eigenheiten lebte sich das Paar bald auseinander. 1773 eskalierten die ehelichen Probleme. Graf Karl von Zinzendorf, der die Geschichte 1785 aus zweiter Hand erzählt bekam, berichtet in seinen Tagebüchern, Graf Ferenc habe die Ehe wegen einer Erkrankung an Syphilis nicht vollzogen. Maria Ernestine sei in seiner Abwesenheit von der Familie misshandelt worden. Ende 1773 begann Maria Ernestine ein Verhältnis mit Ferdinand Ludwig, Graf von Schulenburg-Oeynhausen und wurde schwanger.  Zusammen mit Schulenburg versuchte sie im Juni 1774 von Wien über den Arlberg in die Schweiz zu entkommen, wurde aber in Konstanz festgenommen und in einem Kloster interniert. Von dort aus erneut geflohen, gebar sie in einem direkt am Rhein gelegenen Wirtshaus im vorderösterreichischen Waldshut ein Kind, das sie dort bei ihrer Flucht mit Schulenburg über den Rhein in der Nacht auf den 30. Dezember 1774 zurückließ. Das Kind wurde auf Befehl der Kaiserin in ein schwäbisches Waisenhaus gegeben.  Schulenburg wurde in Zürich von den dortigen Behörden festgesetzt. Der österreichische Gesandte in Zürich Freiherr von Bartenstein erwirkte die Auslieferung Schulenburgs. Nach Wien überstellt wurde er vor die Keuschheitskommission gestellt und zum Tode verurteilt. Graf Ferenc Esterházy erwirkte von Maria Theresia eine Begnadigung Schulenburgs, der danach aus Wien verbannt wurde. Er sah sich Schulenburg zum Dank verpflichtet, da er ihn von seiner zwar schönen aber bösartigen Frau befreit hatte. Maria Ernestine lebte bis zum Tod der Kaiserin unter ärmlichen Verhältnissen bei einem Müller in Le Locle im preußischen Neuchâtel. Danach erlaubte ihr Joseph II. sich unter fremdem Namen in Solothurn niederzulassen. Sie erhielt eine überwiegend von ihrem Mann Grafen Ferenc Esterházy finanzierte Rente von 2000 Gulden im Jahr. Johann Kaspar Lavater berichtete 1789 über eine Begegnung mit der unter fremden Namen lebenden Gräfin. In den 1790er Jahren versöhnte sich Maria Ernestine wieder mit ihrem Ehemann. Die Ehe blieb bis zum Tod Graf Ferenc Esterházys in Wien an einem Schlaganfall 1811 kinderlos. Maria Ernestine Esterházy Starhemberg verstarb 1813 in Graz. In Johann Schwerdlings Geschichte des Hauses Starhemberg wird Maria Ernestine eine ausgezeichnete Bildung des Geistes nachgesagt.

## Literarische Nachwirkung
Im Januar 1775 findet sich eine erste journalistische Erwähnung der Affäre durch Matthias Claudius im Deutschen, sonst, Wandsbecker Boten: „Die schöne Gräfin ........y, eine geborene Gräfin ....... ...g, die während des dreyjährigen Aufenthalts ihres Gemahls in Paris, mit einem hiesigen Cavalier, dem Grafen von S........g einen vertrauten Umgang gepflogen und im Monat Juny des vergangenen Jahres mit ihm entwichen, ...“.
Der Umstand, dass selbst Zinzendorf, der über beste Verbindungen verfügte, erst 1785 Einzelheiten des Skandals erfuhr, weist auf die effektive Kontrolle der Medien in Österreich selbst hin. Eine erstmalige literarische Verwendung der Geschichte findet sich in dem historischen Roman von Louise Mühlbach Kaiser Joseph, der Zweite und sein Hof von 1860. Fälschlicherweise wird der Gräfin Esterházy Starhemberg darin der Vornamen Leonore gegeben. Alfons von Czibulka hat das Auslieferungsgesuch des Freiherrn von Bartenstein in einer Novelle behandelt. Zuletzt hat Hermann Mostar den Fall in seiner Weltgeschichte höchst privat aufgegriffen.